# Ołtarz Świętego Tomasza Becketta

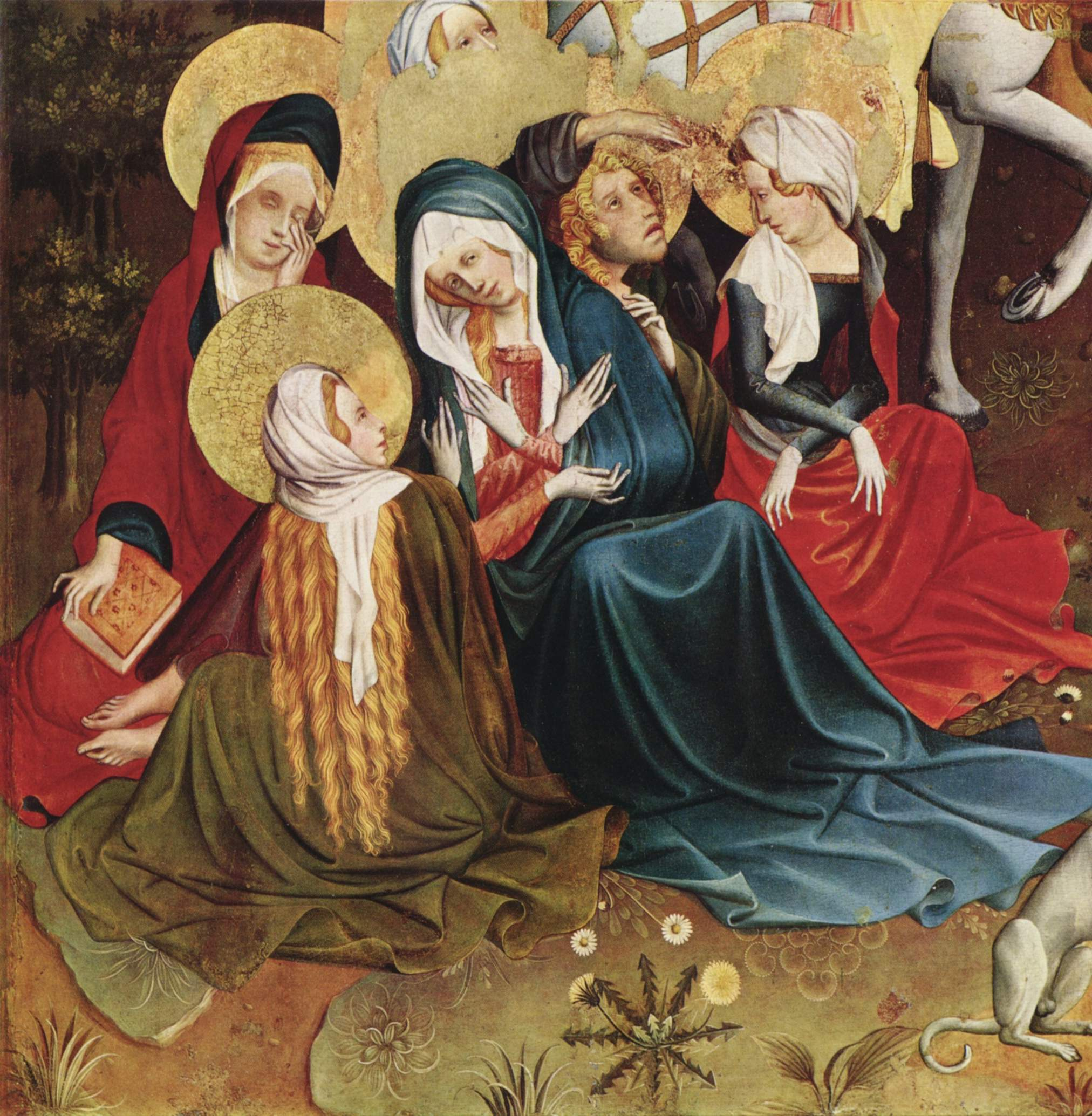
Ołtarz Świętego Tomasza Becketa – zachowany fragment z tablicy środkowej

Ołtarz Świętego Tomasza Becketa (niem. Thomasaltar) – przykład gotyckiego malarstwa tablicowego. Najważniejsze z zachowanych dzieł Brata Francke – artysty działającego w Hamburgu, jednego z przedstawicieli nurtu artystycznego obejmującego sztuki plastyczne w okresie przełomu XIV i XV stulecia – stylu pięknego. Znajduje się w zbiorach sztuki średniowiecznej w hamburskim Kunsthalle.

## Dzieje
Kontrakt z artystą został sporządzony w 1424, „w poniedziałek przed św. Mikołajem” czyli 4 grudnia. Wiadomo też iż malowidła ołtarza w połowie lat 30. XV w. nie zostały jeszcze w pełni ukończone. W umowie podane jest również imię artysty „Mester Franckenn”. Zleceniodawcą był angielski cech podróżników, (Englandsfahrer Gesellschaft), reprezentowany przez dwóch starszych, prawdopodobnie żeglarzy; stąd inna nazwa Ołtarza – Ołtarz Żeglarzy. Stowarzyszenie to miało swój ołtarz w południowej nawie dominikańskiego kościoła św. Jana w Hamburgu. W kontrakcie zapisano również „ungeheurlich” (ogromną) sumę którą artysta miał otrzymać za wykonanie dzieła – 100 marek lubeckich.
Poszczególne elementy retabulum zdemontowano i przeniesiono drogą morską do Schwerina. Odnalezione części zakupił dyrektor hamburskiego Kunsthalle Alfred Lichtmann, gdzie znajdują się do dziś. Nie zachowały się do dziś środkowa część ołtarza z przedstawieniem Kalwarii, skrzydła nieruchome i predella.

## Wezwanie
Ołtarz jest poświęcony Tomaszowi Becketowi (1118–1170), arcybiskupowi Canterbury. Na rozkaz króla Anglii Henryka II Becket został zamordowany. Był z wykształcenia prawnikiem. Studia odbył m.in. w Bolonii i w paryskiej Sorbonie. Był kanclerzem królewskim, po objęciu stanowiska arcybiskupa wyrzekł się tej funkcji. Próby poszerzenia zakresu i kompetencji sądów królewskich kosztem kościelnych oraz ograniczenia władzy Kościoła były zarzewiem konfliktu Tomasza z monarchą. Tomasz ostrzegał, że nie będzie podwładnym króla, wyraził stanowczy sprzeciw wobec zamiarów Henryka II nałożenia nowych podatków, wdał się też w kolejny spór z królem o zakres kompetencji sądów kościelnych i świeckich oraz o prawo Kościoła Anglii do odwoływania się bezpośrednio do Stolicy Apostolskiej.

## Opis i analiza

### Rewersy skrzydeł ruchomych
Skrzydła zamknięte prezentują Radości Marii oraz sceny z męczeństwa Tomasza Becketa.
| Boże Narodzenie              | Pokłon Trzech Króli         |
| Wyszydzenie Tomasza Becketta | Męczeństwo Tomasza Becketta |

- Boże Narodzenie

Scena Bożego Narodzenia została tu przedstawiona w niezwykłej wówczas konwencji ikonograficznej. Ten sposób ukazania wątku nawiązuje do opisów wizji św. Brygidy Szwedzkiej, która była kanonizowana w 1391. Święta Brygida wyimaginowała Marię pozbawioną bólu po poczęciu, ukazującym samym boski wymiar matki Zbawiciela. Boskość podkreślały również klęcząca poza i białe szaty. Według św. Brygidy Maria położyła Dzieciątko na ziemi, zaś Bóg obdarzył Je światłością, co zostało wyobrażone w dziele w formie promienistej glorii. Maria modli się zwracając się do Jezusa Dominus meus, Deus meus jak brzmi napisany minuskułą tekst na banderoli, co jest także zgodne ze słowami Marii „Witaj mój Boże, mój Panie i mój Synu”. Wraz z otaczającymi Ich aniołami i ukazanym na górze pośrodku błogosławiącym Bogiem Ojcem tworzą autonomiczną część kompozycji, wokół której rozgrywa się zwykła proza życia wpisana w ziemski pejzaż. Scenerię uzupełnia szkarłatne tło, z regularnie umieszczonymi rzędami złotych gwiazd, co stanowi cechę wspólną wszystkich kwater zewnętrznych skrzydeł ołtarza.
- Pokłon Trzech Króli

Stojący po prawej stronie Trzech Króli są przedstawieni jako osoby w różnym wieku. Najstarszy z nich w geście adoracji składa złoto, stojący za najstarszym młodsi królowie trzymają mirrę i kadzidło. Ukazane przez malarza klejnoty są w formie mu współczesnej, co może sugerować zainteresowanie mistrza ówczesną plastyką złotniczą. Jeden z nich patrzy na gwiazdę betlejemską wyłaniającą się z ciemnego obłoku ożywiającego płaskie „gobelinowe” tło, częściowo zasłonięte przez ujęty w sposób bardzo uproszczony górski krajobraz. Maria trzymająca w rękach Dzieciątko w stosunku do otoczenia ukazana jest bardzo statycznie. Obok Józef zwrócony tyłem do widza gwałtownie poruszony tym wydarzeniem porzuca swoje zajęcie i wyciąga rękę w stronę klęczącego u stóp Marii króla.
- Wyszydzenie Tomasza Becketa

Scena ta ilustruje moment po nieudanej próbie zabójstwa biskupa. Ubrany w pełen czerwieni strój Beckett ucieka na białym koniu wraz z  przyjaciółmi. Czerwone szaty symbolizowały w średniowieczu męczeńską śmierć, co jest wyraźną zapowiedzią jego przyszłego losu. Za jego plecami niedoszli zabójcy z wyrazem gniewu na twarzach wyszydzają i przeklinają biskupa. Jeden z nich trzyma ogon konia z widoczną krwawiącą raną.
- Męczeństwo Tomasza Becketa

Zdobiona motywem czworoliścia posadzka w sposób umowny sugeruje miejsce, wnętrze katedry w Canterbury w którym de facto Tomasz Beckett został zamordowany w 1170 roku. Miejsce to po kanonizacji świętego przez papieża Aleksandra III w roku 1173 stało się celem licznych pielgrzymek. Artysta jednak nie dążył do odtworzenia realnego miejsca, lecz stworzył własną, wręcz teatralną wizję. Wątek ten stał się w później popularny w literaturze angielskiej; w dobie romantyzmu wykorzystał go Tennyson, a w latach 30. XX w. T.S. Eliot (Morderstwo w katedrze, ang. Murder in the Cathedral). Ponadto wątek ten był wykorzystany w sztuce teatralnej Beckett lub Boży honor (fr. Becket ou l'honneur de Dieu) Jeana Anouilh'a. Scena na tym obrazie pomimo ujęcia jej w lirycznym nastroju i kolorystyce zawiera silny ładunek dramatyzmu ukazanej tu chwili tuż po dokonanym na biskupie morderstwie. Leżąca na posadzce mitra kryje fragment odciętej głowy, zaś umierający Beckett o przejmującym wyrazie twarzy – choć spogląda w stronę zabójców – w geście modlitewnym zwraca się do Boga. Artysta ukazał świętego w okrwawionym lecz w pełnym splendoru stroju pontyfikalnym. Po lewej stronie dwaj mordercy chowają miecze do pochew, jeden z zawziętością uderza kijem świętego, złość wyraża również mocno ściśnięta dłoń którą zaciska rękojeść miecza. Utrzymane w stonowanych barwach stroje zabójców silnie kontrastują z intensywnym czerwonym tłem. Po prawej grupa zakonników bezradnie spogląda na to wydarzenie.

### Awersy skrzydeł ruchomych
Środkowe skrzydło tworzyła wielofigurowa scena Kalwarii. Do dziś zachowały się jedynie fragmenty z lewego dolnego narożnika, postaci Świętych Niewiast oraz Jana Ewangelisty. Awersy skrzydeł bocznych tworzą sceny z Pasji Jezusa Chrystusa malowane na złotym tle.
| Biczowanie        | Niesienie krzyża |
| Złożenie do grobu | Zmartwychwstanie |

- Biczowanie

Scena ta wypełnia cały obraz, fragmenty złotego tła są niedostrzegalne. Wątek ten został wpisany w niemalże teatralną scenerię, którą tworzy wnętrze budynku pośrodku którego znajduje się filar do którego jest przywiązany Jezus. Efekt teatralności podkreśla ażurowa przegroda, za którą widać jednego z oprawców w momencie wiązania nóg Chrystusa. Trzej biczujący ukazani są w silnej konwulsji ruchu, choć ich furia została ukazana powściągliwie. Dramatyzm sceny podkreślają opadające oczy Jezusa, jego silne wygięcie, oraz liczne rany. Ukazany w bogatym stroju Piłat jest zajęty rozmową, tak jakby nie obchodziło go wydarzenie rozgrywające się obok niego. Piłat i osoba z którą rozmawia dystansują wątek biblijny, tworzą wręcz ówczesną dworską atmosferę. Artysta niemal studyjnie analizuje kostiumy i późnogotycki kształt tronu na którym siedzi prefekt Judei.
- Niesienie krzyża

Scena ta nacechowana jest silnym dynamizmem i dramatyzmem. Umęczony i pokrwawiony Chrystus mocno ugina się pod ciężarem krzyża. Jest z każdej strony otoczony żołnierzami; dwóch z nich po prawej niesie narzędzia męki; idą naprzód lecz kierują wzrok ku Chrystusowi, podobnie jak reszta siepaczy. Dwaj następni szarpią szaty Chrystusa, kolejny z toporem w ręku zwraca się do Szymona z Cyreny ukazanego jako brodaty starzec. Dopiero na samym końcu grupy podążają: poruszona sceną zakrywająca twarz chustą Maria (Weronika ?) oraz Jan i Maria Magdalena. Liczne intensywne odcienie oranżu i żółci przeciwstawiają się szarości, która dominuje w kolorze szat Chrystusa. Kompozycję ożywiają pozy Chrystusa i dwóch siepaczy ujęte w diagonalnym układzie. Swoistą oś kompozycji buduje krzyż w kształcie litery „T” – ten typ krzyża znany jest z licznych obrazów na terenie całej Europy.
- Złożenie do grobu

Utrzymana w przewadze złocistych tonacji i ciepłych czerwieni scena jest wyraźnie podzielona na dwie części. Dominantę tworzy wielki kamienny sarkofag do którego składane jest ciało Chrystusa okryte przezroczystym całunem. Składają Go Nikodem i Józef z Arymatei ukazani w żywych pozach. Klęcząca przy sarkofagu Maria w geście troski całuje lewą dłoń Syna; otoczona jest grupą niewiast, wśród nich jest Maria Magdalena, która stoi przy grobie po prawej stronie kompozycji. Dolną część obrazu tworzą elementy krajobrazu, oraz ukazany tyłem do widza zakryty czerwoną szatą Jan Ewangelista w geście modlitewnym.
- Zmartwychwstanie

Chrystus został ukazany w momencie fizycznego powstania, jest zwrócony zdecydowanie tyłem do widza, spogląda w dół. W ręce trzyma triumfalny sztandar z krzyżem wieńczącym długie drzewce. Grób otoczony jest ze wszystkich stron liczną grupą pogrążonych we śnie ubranych w bogato zdobione uzbrojenie żołnierzy. Artysta podjął gruntowną analizę kostiumologiczną, w niektórych strojach czuć orientalnego ducha. Wyjątkowe ujęcie sceny sprawia wrażenie iż artysta podglądał z oddali to wyjątkowe wydarzenie.